# E sia così
E sia così è il titolo di album di Aleandro Baldi, uscito nel 1989 su etichetta CGD/East West Records.

## Descrizione
Si tratta del secondo album del cantautore toscano, che fece seguito all'album eponimo del 1987.
L'album prende il nome dall'omonima canzone, giunta terza al Festival di Sanremo del 1989 nella sezione “Nuove Proposte” dietro a Bambini di Paola Turci e a Sei tu di Stefano Borgia.
Contiene, tra l'altro, il brano La nave va, presentato al Festival di Sanremo del 1986, sempre nella sezione “Nuove Proposte”, e giunto secondo dietro a Grande grande amore di Lena Biolcati.
In totale, l'album contiene 10 brani.

## Tracce
1. E sia così – 4:50
2. Perdo te – 4:36
3. La curva dei sorrisi – 5:10
4. Una vita, un esame – 5:03
5. La grande strada – 4:58
6. La nave va – 4:35
7. Limiti – 5:00
8. Monte Rosa – 4:45
9. Una vita di più – 4:10
10. Alberi – 7:00

Durata totale: 50:07

## Formazione
- Aleandro Baldi – voce, chitarra acustica
- Raf – basso, cori
- Massimo Di Vecchio – programmazione
- Roberto Puleo – chitarra elettrica
- Maurizio Fabrizio – tastiera, chitarra acustica
- Gigi Cappellotto – basso
- Andy Surdi – batteria
- Marco Canepa – tastiera, programmazione
- Mario Manzani – chitarra elettrica
- Claudio Guidetti, Aldo De Scalzi, Cristina Rossi, Holly Fearson – cori